# Сутягин, Константин Викторович
Константин Викторович Сутягин (род. 3 января 1964, Уфа) — российский художник, литератор.

## Биография
Константин Сутягин окончил Московское высшее техническое училище им. Баумана (1987).
1987—1990 работал в НПО «Энергия», обучался в художественной студии Евгения Стасенко.
В 1997 году осознал, что в мире существует отлаженная индустрия по производству несчастья. В связи с этим стал изучать и последовательно разрабатывать в своем творчестве тему «Счастье».
В 1997 г. основал направление «Фаст-Арт».

## Живописное творчество
Константин Сутягин с 1991 года активно выставляется в России и за рубежом.
Прошло более 100 персональных выставок Константина Сутягина. Работы экспонировались в Москве, Петербурге, Новосибирске, Саратове, Париже, Кельне, Токио, Атланте, Лондоне и др. Участник Осенних салонов в Гран-Пале (Париж).
Автор живописных циклов «Ценные вещи» (2000—2001), «Русская Азбука» (2003—2010), «Евангельские образы») (2012—2015).
Автор книг художника (livre d’artistе): «Шашки-пешки» с иллюстрациями Александра Шевченко (1992), «Именины» с иллюстрациями А. Шевченко (1993), «Всё кончается на свете…» (2002), «Прогулки по острову Сите» (2004).
В 2005 по приглашению Министерства туризма Франции в составе группы художников путешествовал по Бретани. В результате прошло 17 выставок и вышла книга «Бретань глазами русских художников» (изд. Ouest France, 2006).
В 2012 году в составе творческой группы совершил поездку в Северную Африку по следам Русской эскадры, покинувшей Россию в 1920 году. По итогам вышла книга «Под небом Бизерты» (изд. Арт-Волхонка, 2013).
С 2013 по 2018 год  работал над художественно-музыкальным проектом "Земля и Небо. Диалоги композитора и художника". Композитор Иван Соколов создал цикл фортепьянных прелюдий, посвященных Новому Завету, а художник Константин Сутягин написал живописный цикл, совместив темы Евангелия с современностью. Итогом стала выставка в Российской Академии Художеств (Галерея Искусств Зураба Церетели)  в 2019 году, а так же уникальная книга, совмещающая музыку с живописью. Книга так же включает диалоги, которые вели между собой композитор и художник во время работы над проектом. (Издательский проект "Музыка и живопись", 2019) и живописно-музыкальный сайт https://zemlyainebo.ru

## Коллекции
Картины Константина Сутягина находятся в собраниях:: Государственная Третьяковская галеря, Государственный Русский музей, Новосибирский государственный художественный музей, Саратовский художественный музей им. Радищева, Московский музей современного искусства, Ульяновский областной художественный музей, Алтайский художественный музей (Барнаул), Новокузнецкий художественный музей, Томский областной художественный музей, музей-заповедник «Михайловское», Музей-заповедник "Абрамцево", Музей Органической культуры (Коломна), Центр Современного русского искусства в Джерси Сити (США) и др. музеях и частных коллекциях.
Работы Константина Сутягина находятся в коллекции журнала «Наше наследие», ГВЗ «Ковчег», мэриях городов Quintin, Le Fau, Becherel, Osny, (Франция).

## Премии
В 2015 году стал лауреатом Новой Пушкинской премии. Специальный диплом «За гармонию слова и образа».

## Литературное творчество
Литературную деятельность Константин Сутягин начал в 1991 книгой «Прятки» с иллюстрациями Александра Шевченко.
1993 — интерактивный роман «Любовь и розы».
1997 — «Смерть замечательных людей», 5 книжек, совместно с А. Шевченко (изд. «Красный матрос», Санкт-Петербург).
1998 — «Морские стихи», совместно с А. Шевченко (изд. «Красный матрос», Санкт-Петербург).
2002 — «Календарь художника» (изд. «ОСТО», Москва).
2006 — «Патриотический букварь» (изд. «ОГИ», Москва).
2009 — «Про счастье и живопись» («Наше наследие», Москва).
2011 — «Десять романов про счастье» (изд. «Красный пароход», Псков).
2012 — «Про счастье без зимы» (изд. «Красный пароход», Псков, при финансовой поддержке министерства Культуры РФ)
2013 — «Про счастье и Париж» (изд. «Красный пароход», Псков, при финансовой поддержке министерства Культуры РФ).
2013 — «Африканские записки». «Под небом Бизерты» (изд. Арт-Волхонка, Москва)
2014 — «Дачная азбука» (изд. «Красный пароход», Псков).
2019 — "Земля и Небо. Диалоги композитора и художника" (изд. "Музыка и живопись". Москва)
2020 - "Про счастье и Москву" (изд. "Красный пароход", Москва)
2020 - К Сутягин, А. Шевченко, В. Белобров, О. Попов, "Художникам звонить два раза" (изд. "ОГИ", Москва)

#### Эссе
1997—2005 статьи для журнала «Декоративное Искусство»
2005—2008 вёдет рубрику «Русские вопросы» для издания «Полит.ру» https://polit.ru/author/188599/.
2009—2011 цикл статей для издания «Русский журнал», http://www.russ.ru/avtory/Sutyagin-Konstantin
2013 — цикл репортажей «Парижская почта» для издания «Татьянин День», http://www.taday.ru/person/2067979/
2013 — материал для журнала «Фома», посвящённый провокациям в искусстве, https://foma.ru/ne-smotrel-i-ne-budu-no-skazhu.html
Постоянно публикует статьи по философии искусства, публицистические статьи.

### Художественные акции
С 1991 по 1997 совместно с художником А. Шевченко провёл ряд художественных акций на московской арт-сцене:
1994 — «Памяти падения Тунгусского метеорита».
1995 — «Музыкальный фестиваль для глухонемых» (были выпущены футболки с текстами популярных песен).
1996 — «Новые русские художники» (авторы выехали на пленэр на белом мерседесе, писали этюды и давали интервью для канала «Культура» о том, какое счастье сегодня быть художником).
1996 — «Художники — футболу». (На улице Забелина на тротуаре без всякого постамента был установлен памятник в виде футбольного мяча из бронзы, крашенный под натуральный футбольный мяч, который прохожие пытались пнуть ногой).
1996 — «Памятник Неизвестному художнику», Москва — Кёльн.

## Видео
Илья Изюм, "В мастерской художника Константина Сутягина" (часть 1) .https://www.youtube.com/watch?v=0hkZXUDGt9k
Илья Изюм, "В мастерской художника Константина Сутягина" (часть 2) https://www.youtube.com/watch?v=O5J3aJXLIVY